# Stefan Miller (lekarz)
Stefan Mieczysław Miller (ur. 27 kwietnia 1903 w Łodzi, zm. 1942) – polski lekarz psychiatra i neurolog, dyrektor Zakładu dla Nerwowo i Psychicznie Chorych Żydów „Zofiówka”, współpracownik Jerzego Konorskiego i współodkrywca odruchów warunkowych II typu.

## Życiorys
Syn farmaceuty Moszka Lejzera (Mieczysława) i jego żony Bronisławy. Uczył się w domu, a następnie w klasie podwstępnej Szkoły Handlowej Kupiectwa Łódzkiego. Z powodu wojny musiał z rodziną opuścić Łódź, naukę kontynuował w szkole w Rosji. Od 1919 uczył się w Wyższej Szkole Realnej w Warszawie. W 1922 roku otrzymał świadectwo dojrzałości, nie dostał się na Wydział Lekarski Uniwersytetu Warszawskiego z powodu numerus clausus. Wstąpił na kierunek matematyczny, a następnie przeniósł się na Wydział Lekarski. Dyplom doktora wszech nauk lekarskich otrzymał 11 czerwca 1929 roku.
Specjalizował się w psychiatrii, pracował w Szpitalu w Tworkach. Od 1939 roku pełnił obowiązki dyrektora Zakładu dla Nerwowo i Psychicznie Chorych Żydów „Zofiówka” w Otwocku (jako następca Jakuba Frostiga).
30 czerwca 1931 w Warszawie ożenił się z Ireną Themerson (1904–1942?), lekarką, siostrą Stefana Themersona. Prawdopodobnie nie mieli dzieci.
Podczas okupacji niemieckiej poniósł śmierć; według jednej wersji zamordowany przez nazistów, według innej popełnił samobójstwo zażywając truciznę; jeszcze inna wersja głosi, że otruł się wraz z żoną w getcie w Mińsku Mazowieckim, unikając w ten sposób wywiezienia do obozu zagłady w Treblince.

## Dorobek naukowy
Miller wspólnie z kolegą ze studiów, Jerzym Konorskim, badał motoryczne reakcje zwierząt w ujęciu teorii Iwana Pawłowa. Uznali, że odruchy warunkowe wymagające reakcji ruchowej lub powstrzymania się od niej stanowią odrębny typ odruchów, i nazwali odruchami II typu, a ich warunkowanie – warunkowaniem II typu. Wyniki Konorskiego i Millera spotkały się z życzliwym zainteresowaniem samego Pawłowa. Dwaj uczeni mieli możliwość odwiedzić pracownię Pawłowa w Leningradzie; Miller opublikował obszerną relację z tej podróży naukowej. Po wojnie Konorski kontynuował zapoczątkowany przez siebie i Millera kierunek badań. Dedykował zmarłemu przyjacielowi swoją autobiografię i rozdziały w Integracyjnej działalności mózgu oraz Conditioned Reflexes and Neuron Organization poświęcone odruchom II typu.

## Lista prac
- Miller, Konorski. Działalność kory mózgowej w świetle teorji Pawłowa. Warszawskie Czasopismo Lekarskie 5, 1928
- Konorski, Miller. Sur une forme particulière des réflexes conditionnels. Comptes rendus des séances de la Société de biologie et de ses filiales 99, ss. 1155–1157, 1928
- Konorski, Miller. J'influence des excitateurs absolus et conditionnels sur les réflexes conditionnels de l'analysateur moteur. Comptes rendus des séances de la Société de biologie et de ses filiales 104, ss. 911–913, 1930
- Konorski, Miller. Odruchy warunkowe analizatora ruchowego (Doniesienie tymczasowe). Rocznik Psychjatryczny 18/19, 1932
- Lekarze i naukowcy w Z.S.R.R. Warszawskie Czasopismo Lekarskie 10, 1933
- Konorski, Miller. Podstawy fizjologicznej teorji ruchów nabytych: ruchowe odruchy warunkowe. Medycyna Doświadczalna i Społeczna 16 z. 1–4, 1933
- Konorski, Miller. Nouvelles recherches sur les réflexes conditionnels moteurs. Comptes rendus des séances de la Société de biologie et de ses filiales 115, ss. 91–96, 1934
- I.P. Pawłow. Warszawskie Czasopismo Lekarskie 13 (14/15), 245–246, 1936
- Uslovnye refleksy dvigatel’nogo analizatora. Trudy Fiziol. Lab. I.P. Pavlova 6 (1), ss. 119–278, 1936 (Условные рефлексы двигательного анализатора. Тр. Физиол. лаб. Акад. Павлова, 1936, Т.6, №1. С. 119—278.)
- On Two Types of Conditioned Reflex[10]. 1937
- Further Remarks on two Types of Conditioned Reflex[11]. 1937
- Konorski, Miller. W sprawie samoistnego przekształcenia się nawyków: badania nad orientacją przestrzenną u szczurów. Polskie Archiwum Psychologii, 1937
- Konorski, Lubińska, Miller. Wytwarzanie się odruchów warunkowych w zahamowanej indukcyjnie korze mózgowej. Acta Biologiae Experimentalis 10 (17), 1936